# Kenya Police Football Club
Actualités
Le Kenya Police Football Club est un club kényan de football basé à Nairobi.

## Histoire
Le Kenya Police FC a été fondé en 2014 par le joueur George Maelo, lui-même fils d'un ancien officier de police kenyan. Au cours de ses deux premières années, le club est resté invaincu et a obtenu des promotions consécutives dans le football kenyan.
Le club est promu en Kenyan Premier League, la première division, en 2021.
Le club a fait ses débuts continentaux africains en 2024 dans la Coupe de la confédération 2024-2025 après avoir remporté la Coupe du Kenya 2024. Le Kenya Police s'incline au deuxième tour face au Zamalek SC d'Égypte, le futur vainqueur de la compétition.
En 2025, la police kenyane a remporté la Premier League kenyane pour la première fois.

## Palmarès
- Championnat du Kenya (1)
  - Champion : 2025

- Coupe du Kenya
  - Vainqueur : 2024